# Max Black
Max Black (Baku, 24 febbraio 1909 – Ithaca, 27 agosto 1988) è stato un filosofo britannico naturalizzato statunitense.

## Biografia
Black nacque a Baku, nell'odierno Azerbaigian, ma crebbe a Londra, dove la sua famiglia si trasferì nel 1912, quando Black aveva soltanto tre anni. Studiò matematica al Queens' College di Cambridge, dove sviluppò l'interesse per la filosofia della matematica. In quel periodo Bertrand Russell, Ludwig Wittgenstein, George Edward Moore e Frank Plumpton Ramsey erano presenti contemporaneamente a Cambridge, e la loro influenza su Black fu considerevole. Si laureò nel 1930, e vinse una borsa di studio di un anno a Gottinga. 
Dal 1931 al 1936 seguì un master in matematica alla Royal Grammar School di Newcastle upon Tyne. Successivamente insegnò matematica all'Institute of Education di Londra dal 1936 al 1940. Nel 1940 si trasferì negli Stati Uniti e lavorò nel Dipartimento di Filosofia dell'Università dell'Illinois - Urbana-Champaign. Nel 1946 accettò la cattedra in filosofia Università Cornell ad Ithaca (New York). Nel 1948 ottenne la cittadinanza statunitense.
Il suo primo libro fu La natura della matematica (The Nature of Mathematics, 1933), un'esposizione dei Principia Mathematica di Russell e Whitehead e dei recenti sviluppi nella filosofia della matematica.
Black diede notevoli contributi alla definizione del concetto di identità. Il suo L'identità degli indiscernibili ("The Identity of Indiscernibles", 1952) presenta un'obiezione al principio leibniziano dell'identità degli indiscernibili attraverso l'ipotesi con cui si concepiscono due distinte sfere aventi esattamente le stesse proprietà.
Contribuì alla filosofia del linguaggio, alla filosofia della matematica, alla filosofia della scienza, e alla filosofia dell'arte. Ha pubblicato anche saggi sul lavoro di filosofi come Frege. La sua traduzione (con Peter Geach) degli scritti filosofici di Frege è un testo classico.
Suo fratello fu il famoso architetto Misha Black.

## Opere
- The Nature of Mathematics. A Critical Survey, London : Routledge, 1933
- Vagueness: An Exercise in Logical Analysis, Philosophy of Science 4: 427–455, 1937.
- Language and Philosophy: Studies in Method, Ithaca: Cornell University Press, 1949.
- The Identity of Indiscernibles, Mind, 61, pp. 152–164; tr. it. in Problems of Analysis (1965) e in A. C. Varzi, Metafisica. Classici contemporanei, Roma-Bari: Laterza, 2008.
- Metaphor, Proceedings of the Aristotelian Society, 55, pp. 273–294, 1954.
- Models and Metaphors: Studies in Language and Philosophy, Ithaca: Cornell University Press, 1962.
- Problems of Analysis. Philosophical Essays, Ithaca (NY): Cornell University Press,1965; tr. it. di A. Verdino: Problemi di analisi. Saggi filosofici, Roma, Ubaldini, 1978.
- More about Metaphor, in A. Ortony (ed): Metaphor & Thought, Cambridge: Cambridge University Press, 1979.